# تي إف. غيلروي دالي
تي إف. غيلروي دالي (بالإنجليزية: T. F. Gilroy Daly)‏ هو محامي وقاضي أمريكي، ولد في 25 فبراير 1931 في فيرفيلد في الولايات المتحدة، وتوفي في 11 يوليو 1996 في روكسبري في الولايات المتحدة بسبب ورم ميلانيني.